# Glochidion ellipticum
Glochidion ellipticum är en emblikaväxtart som beskrevs av Robert Wight. Glochidion ellipticum ingår i släktet Glochidion och familjen emblikaväxter. Inga underarter finns listade i Catalogue of Life.

## Bildgalleri

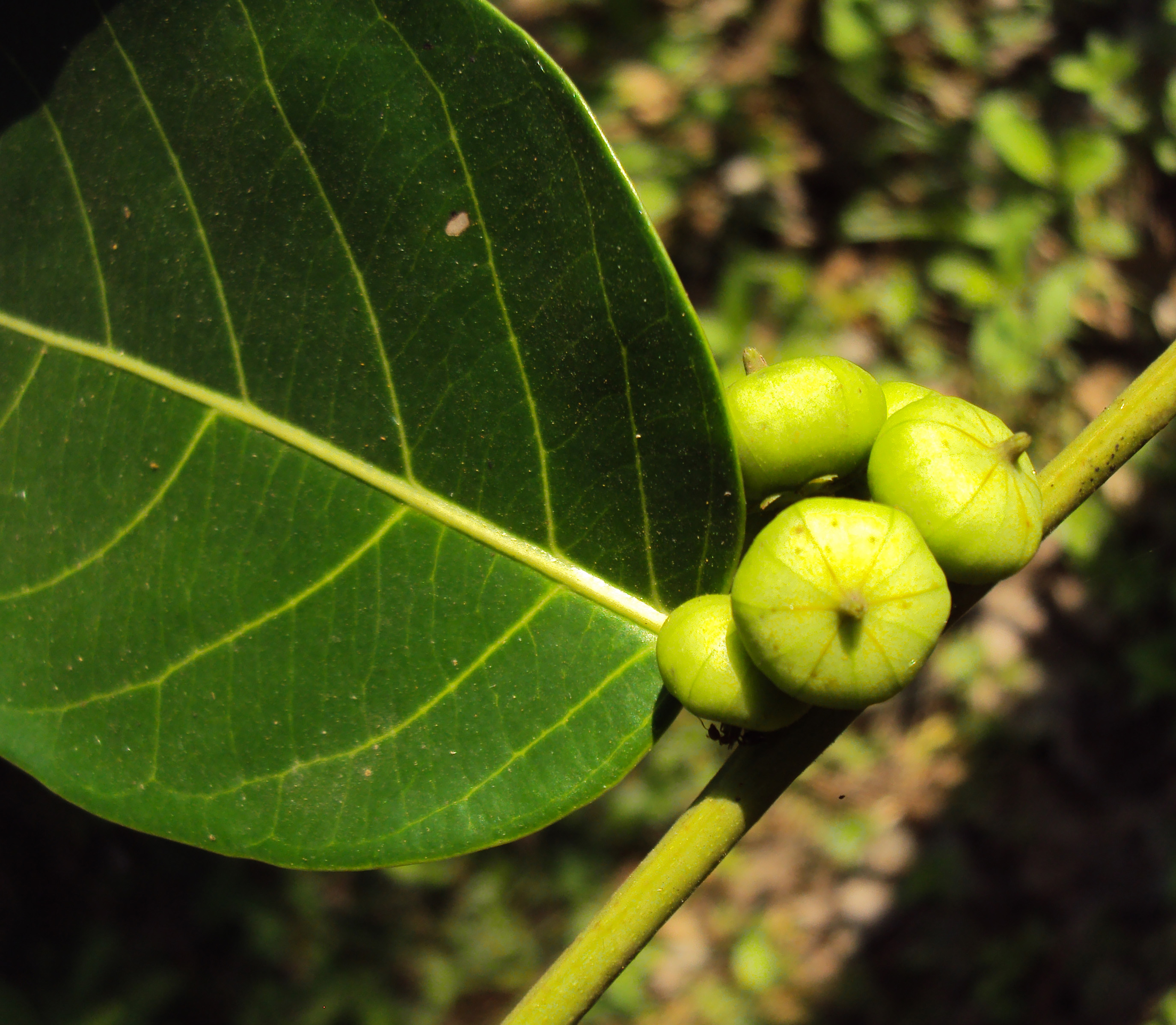
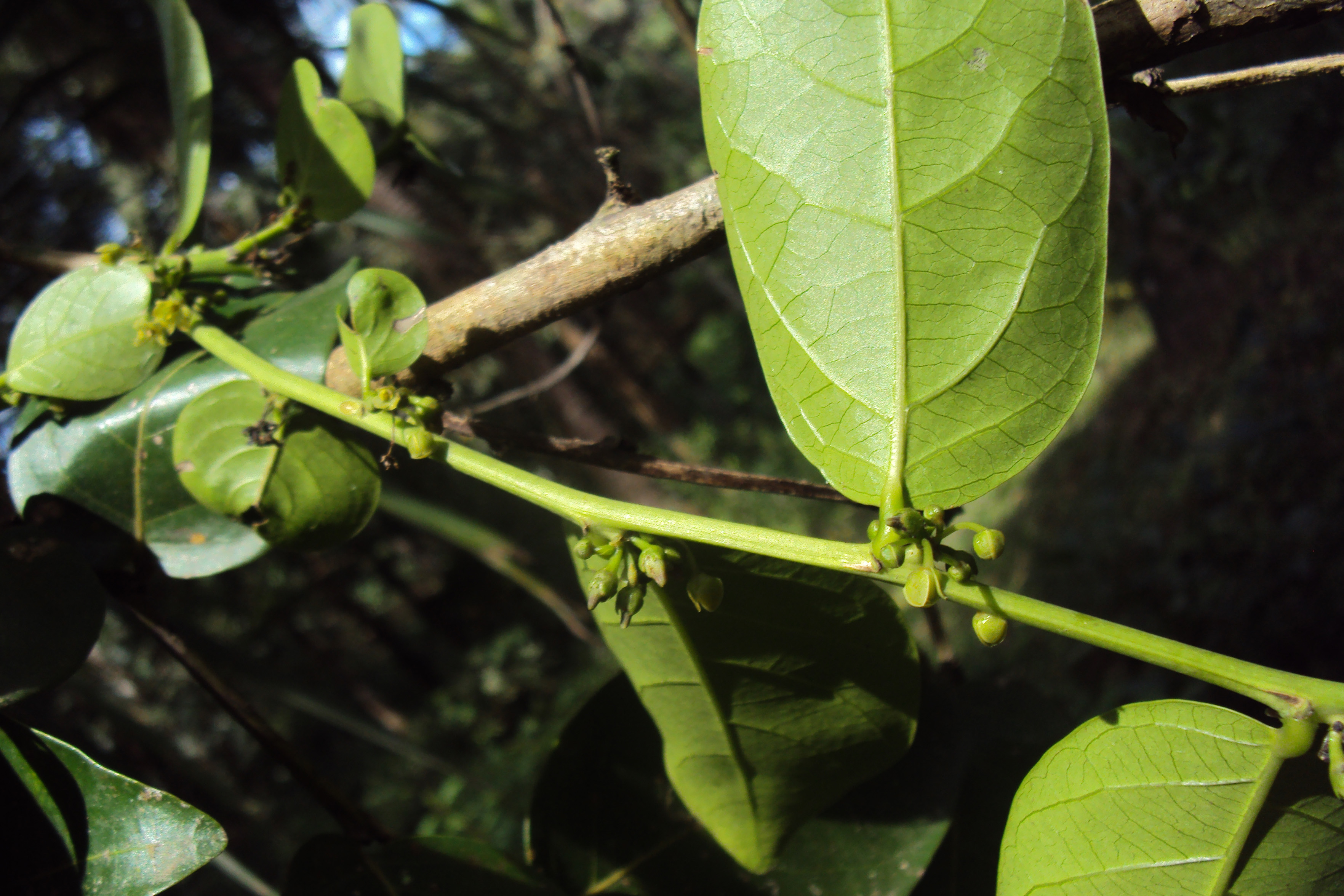
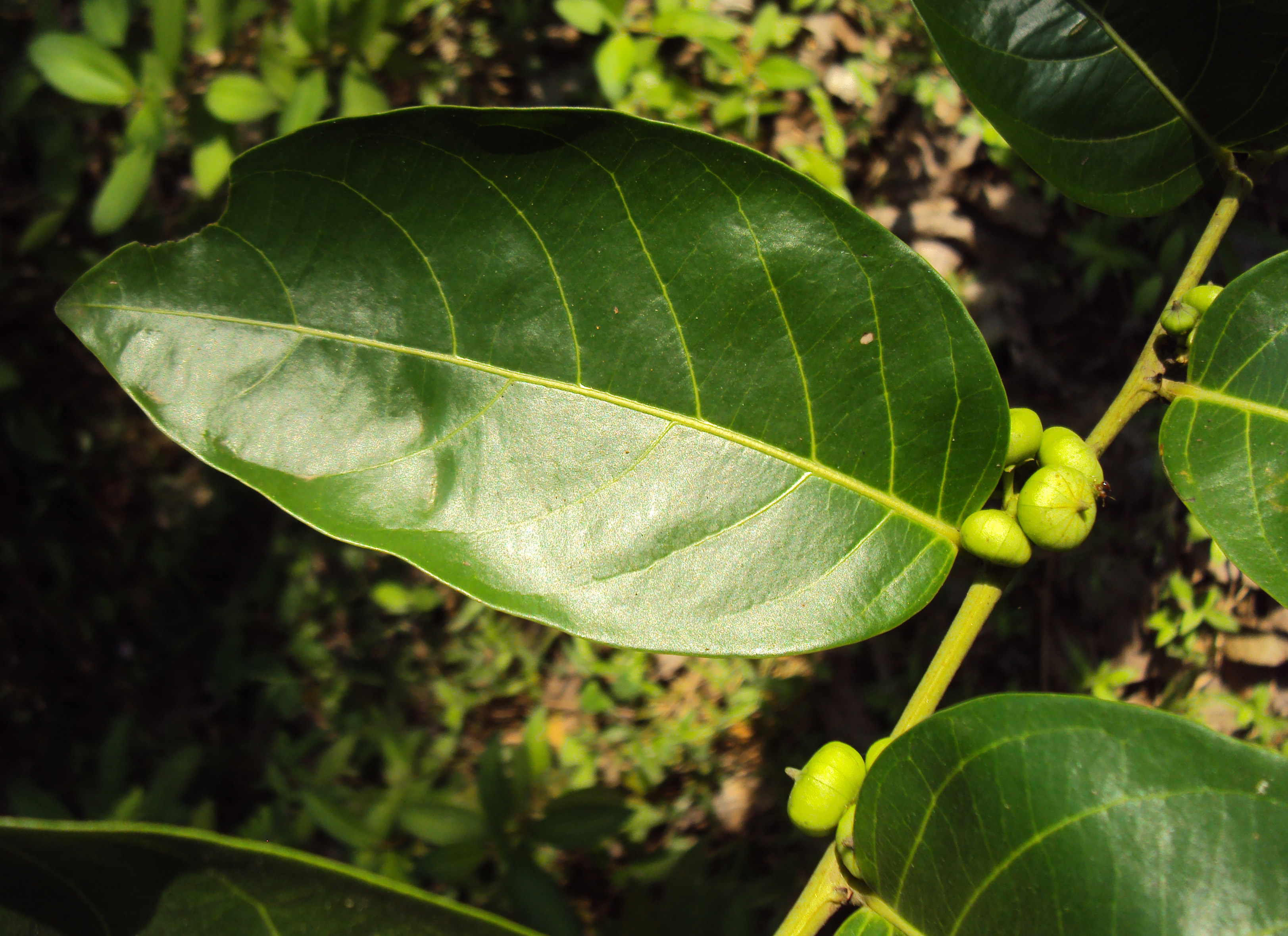
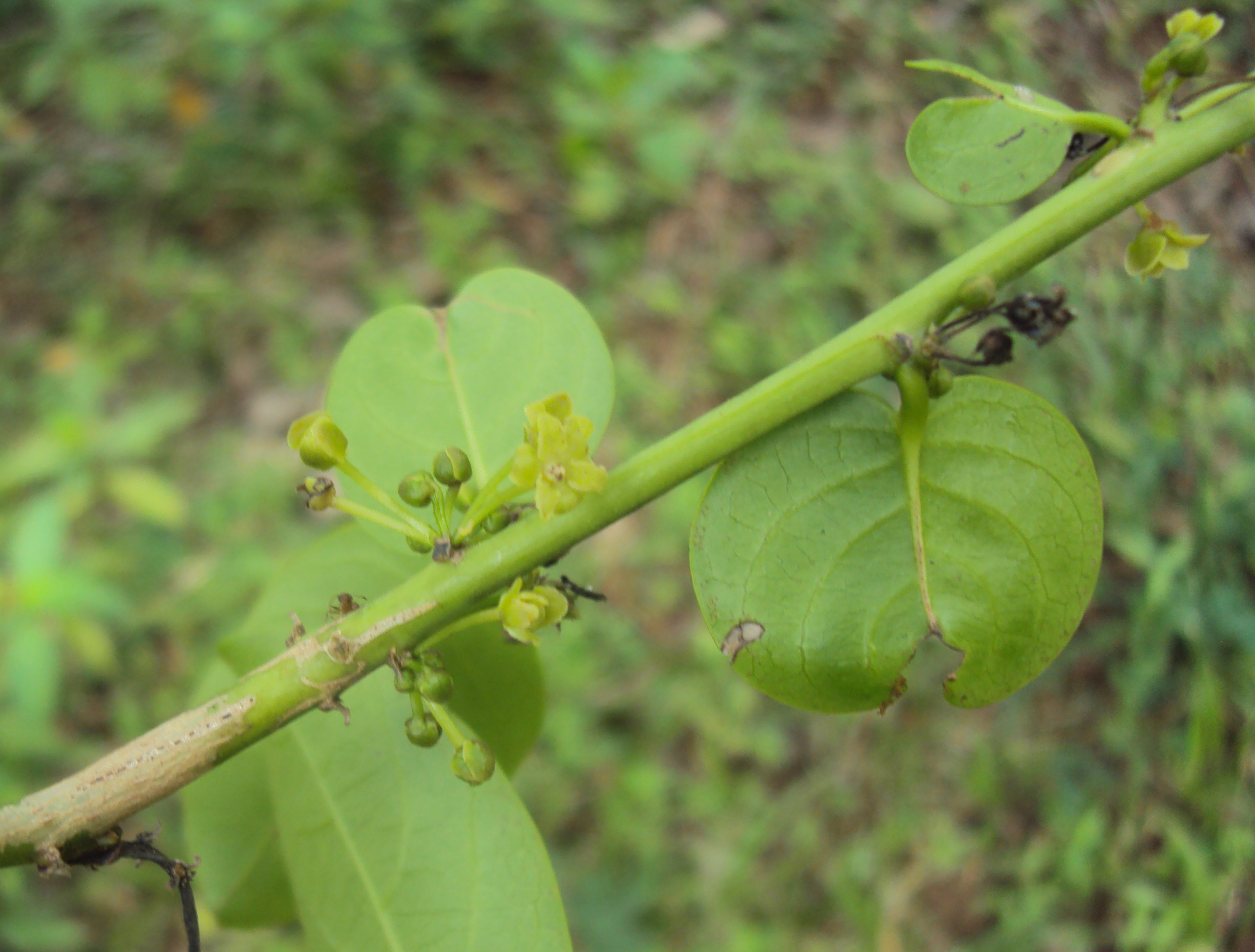